# Xapa diamantada

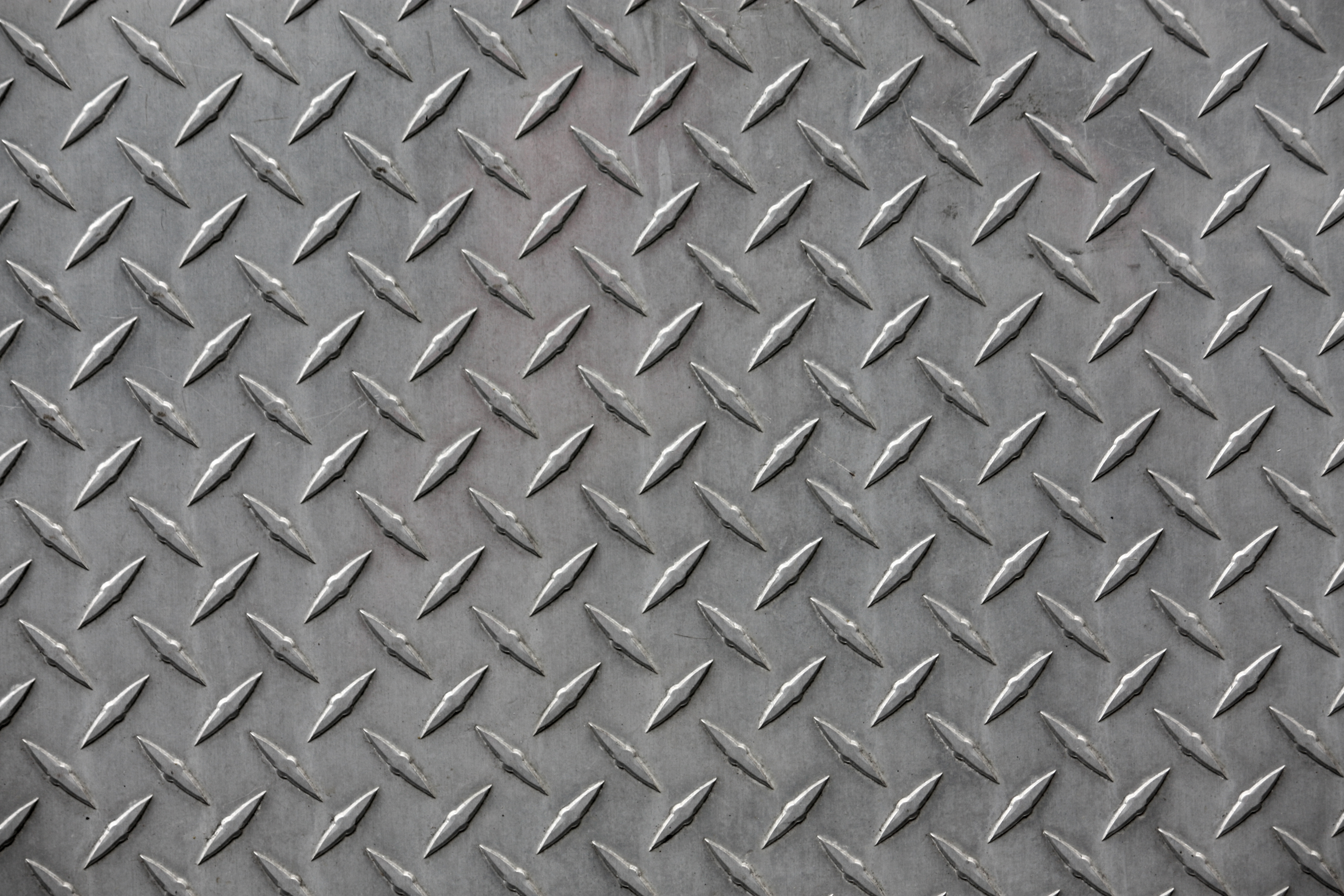
Part d'una xapa diamantada.

Xapa diamantada també coneguda com a xapa estriada o acer diamantat és un tipus de planxa metàl·lica generalment prefabricada la qual posseeix un patró regular de "diamants" o línies en relleu que permeten una millor subjecció evitant així el risc de lliscament  s. Sol ser fabricada en acer o alumini. Són àmpliament utilitzades per a fabricar una escala o una passarel·la industrial, igual que per a construir sòls en instal·lacions mineres. També són utilitzades en l'interior d'una ambulància i en els laterals dels camions de bombers. A més a més pot ser utilitzada de forma merament decorativa.